# Фабіан Ернст
Фа́біан Ернст (нім. Fabian Ernst, нар. 30 травня 1979, Ганновер) — німецький футболіст, півзахисник клубу «Касимпаша».

## Клубна кар'єра
У дорослому футболі дебютував 1996 року виступами за команду клубу «Ганновер 96», в якій провів два сезони, взявши участь у 54 матчах чемпіонату.
Своєю грою за цю команду привернув увагу представників тренерського штабу клубу «Гамбург», до складу якого приєднався 1998 року. Відіграв за гамбурзький клуб наступні два сезони своєї ігрової кар'єри. Більшість часу, проведеного у складі «Гамбурга», був основним гравцем команди.
2000 року уклав контракт з клубом «Вердер», у складі якого провів наступні п'ять років своєї кар'єри гравця. Граючи у складі «Вердера» також здебільшого виходив на поле в основному складі команди.
З 2005 року чотири сезони захищав кольори команди клубу «Шальке 04». Тренерським штабом нового клубу також розглядався як гравець «основи».
До складу клубу «Бешикташ» приєднався 2009 року. Наразі встиг відіграти за стамбульську команду 71 матч в національному чемпіонаті.

## Виступи за збірну
2002 року дебютував в офіційних матчах у складі національної збірної Німеччини. Наразі провів у формі головної команди країни 24 матчі, забивши 1 гол.
У складі збірної був учасником чемпіонату Європи 2004 року у Португалії.

## Досягнення
«Вердер»
- Чемпіон Німеччини: 2003-04
- Володар Кубка Німеччини: 2004

«Шальке 04»
- Володар Кубка Німеччини: 2005

«Бешикташ»
- Чемпіон Туреччини: 2008-09
- Володар Кубка Туреччини: 2008-09, 2010-11